# 洛斯拉戈斯縣

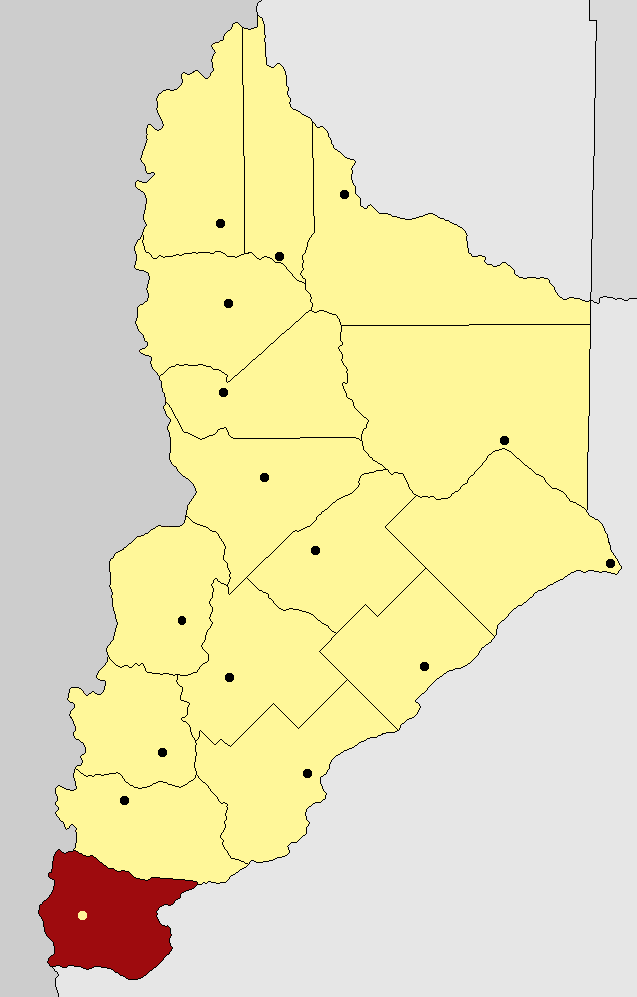

洛斯拉戈斯縣（西班牙語：Departamento Los Lagos），是阿根廷的縣份，位於該國西部內烏肯省，首府設於拉安戈斯圖拉鎮，面積4,230平方公里，2010年人口11,998，人口密度每平方公里2.84人。
40°45′43″S 71°38′35″W / 40.76194°S 71.64306°W